# Костшин

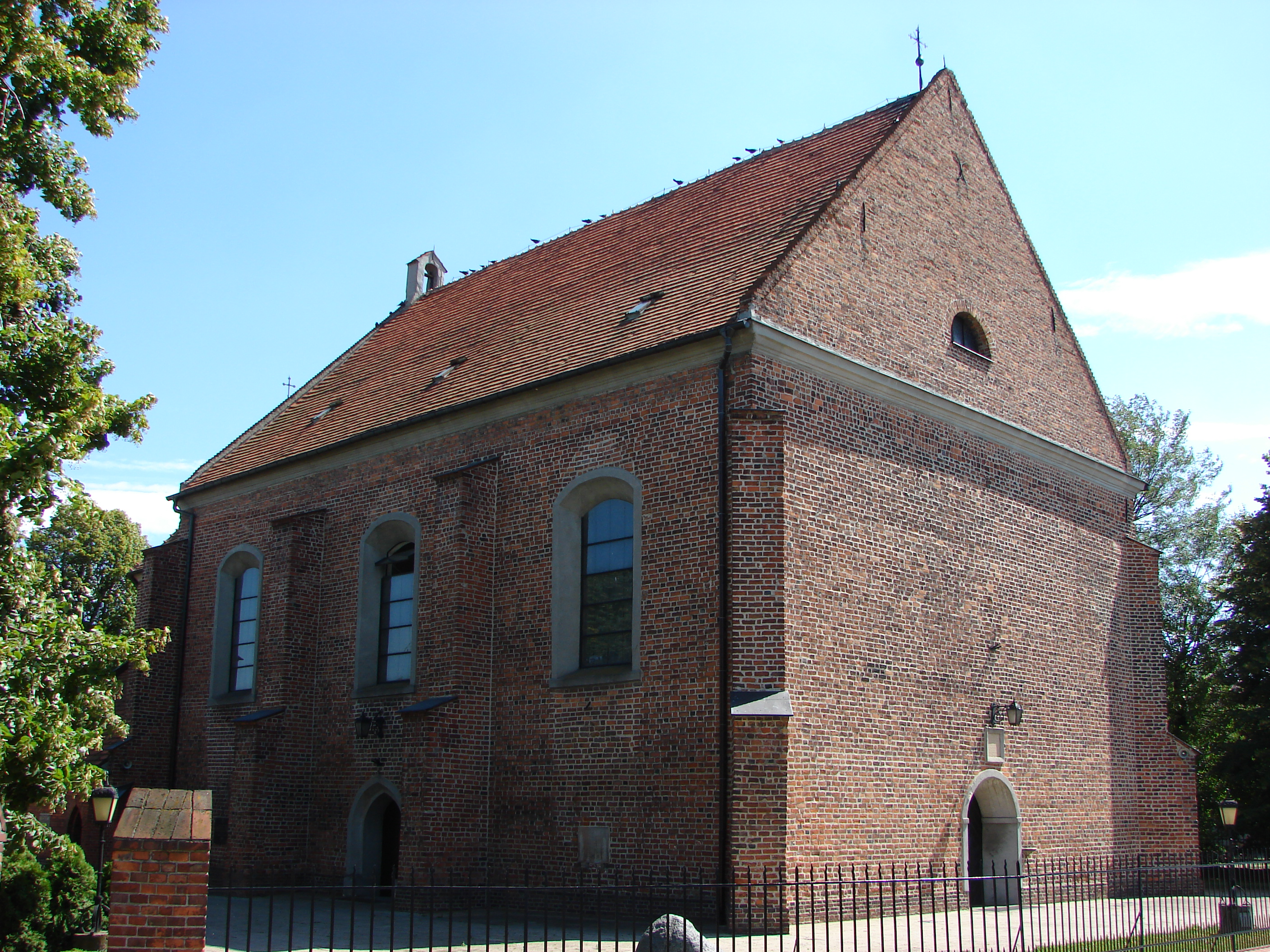
Церква Святих Петра і Павла, XVI в.

Костшин (пол. Kostrzyn, нім. Kostschin, порт. Costexine або Cosechine) — місто в північно-західній Польщі, 21 км на схід від Познані.

## Демографія
Демографічна структура станом на 31 березня 2011 року:
|          | Загалом | Допрацездатний вік | Працездатний вік | Постпрацездатний вік |
| -------- | ------- | ------------------ | ---------------- | -------------------- |
| Чоловіки | 4519    | 968                | 3156             | 395                  |
| Жінки    | 4822    | 980                | 2962             | 880                  |
| Разом    | 9341    | 1948               | 6118             | 1275                 |